# Energo-Pro
Energo-Pro je energetická skupina zaměřená na vodní elektrárny. Byla založena v roce 1994 v České republice (ve Svitavách), dnes má ale většinu aktiv v zahraničí – v Bulharsku, Gruzii a Turecku. Vlastní a provozuje 37 elektráren, které mají celkový instalovaný výkon přes 850 MW a ročně vyrobí 3 TWh elektrické energie. Společnost celosvětově zaměstnává asi 8 000 osob. Skupina byla ke konci roku 2013 největším dlužníkem České exportní banky, když jí dlužila 13,5 miliardy Kč. Své dluhy vždy řádně splácela.
Společnost ENERGO – PRO a.s. je holdingovou společností zahraničních aktiv skupiny a jejími majiteli byli Jaromír Tesař (75 %) a Jiří Krušina (25 %). Od roku 2016 je jediným akcionářem společnost DK Holding Investments, s.r.o., kterou vlastní Jaromír Tesař.

## Gruzie
V Gruzii je společnost Energo-Pro nejúspěšnější. Na zdejší trh vstoupila v roce 2007, dnes zde vlastní 15 vodních elektráren, jednu paroplynovou elektrárnu a dvě distribuční elektrárenské společnosti (včetně přenosové soustavy). Obsluhuje téměř milion zákazníků a je největším zahraničním investorem v Gruzii.

## Bulharsko
V Bulharsku společnost vlastní a provozuje 14 vodních elektráren o celkovém instalovaném výkonu 166 MW a provozuje distribuční společnost na severovýchodě země, která má 1,2 milionu zákazníků. Podobně jako další zahraniční distribuční společnosti má společnost od roku 2013 velké spory s místním regulátorem energetiky.

## Slovinsko
V březnu 2014 skupina podala nejvyšší nabídku na koupi slovinského výrobce vodních turbín Litostroj Power, mezi jehož dceřiné společnosti patří i česká ČKD Blansko Engineering, a.s. V květnu 2014 se stala majitelem Litostroje česká společnost Celveti Estates s.r.o., která se v březnu 2016 přejmenovala na ENERGO-PRO Industries, s.r.o. a jejímž vlastníkem je Tesařův DK Holding Investments.

## Česko
Společnost Dolnolabské elektrárny a.s. vlastní a provozuje MVE Litoměřice s instalovaným výkonem 7,22 MW. Vlastníky společnosti k 31. 12. 2013 byli Jaromír Tesař (45 %), Jan Motlík (33 %), Jiří Krušina (17 %) a Petr Tesař (5 %). V březnu 2016 vlastní 62 % akcií Tesařův DK Holding Investments, 33 % Jan Motlík a zbylých 5 % Petr Tesař. Jaromír Tesař má také vlastnit MVE Brandýs nad Labem.

## Další země
V Turecku společnost vlastní a provozuje 5 vodních elektráren o celkovém instalovaném výkonu 95 MW. V Arménii se účastní výstavby jedné vodní elektrárny.

## Czech Hydro
V České republice sídlí společnost Czech Hydro s.r.o., která v letech 2004 až 2016 nesla jméno ENERGO-PRO Czech, s.r.o. Tato společnost vlastní 11 malých vodních elektráren s instalovaným výkonem 31 MW. Majiteli společnosti byli Jaromír Tesař, Jiří Černý a Jiří Krušina. Od roku 2016 je jediným majitelem společnost JK Holding CZ s.r.o., kterou vlastní Jiří Krušina.
Společnost vlastní a provozuje následující elektrárny:
| Název       | instalovaný výkon [MW] | výroba v roce 2009 [GWh] |
| ----------- | ---------------------- | ------------------------ |
| Meziboří    | 7,60                   | 7,6                      |
| Miřejovice  | 5,50                   | 11,7                     |
| Kružberk    | 4,08                   | 11,8                     |
| Seč         | 3,12                   | 5,1                      |
| Kostomlátky | 2,96                   | 10,1                     |
| Strž        | 2,80                   | 9,2                      |
| Smiřice     | 2,71                   | 10,5                     |
| Hradištko   | 2,33                   | 7,1                      |
| Modřany     | 1,50                   | 6,7                      |
| Mostiště    | 0,38                   |                          |
| Háj         | 0,28                   |                          |